# Живи легенди
„Живи легенди“ е български игрален филм от 2014 г. на режиьора Ники Илиев и по сценарий на Ники Илиев, Саня Борисова и Николай Василевски. Филмът е комедийна дама, която разказва за Павел - успешен банкер, който получава шанс да се събере отново с приятелите си от детството, след инцидент. Пътуването назад, към родния град и юношеството не е безметежно, но дава шанс за събиране отново на групата приятели - "живите легенди".
Филмът е поставен на 11-о място в организирано от Българската национална телевизия интернет гласуване измежду 100-те най-любими български филми правени някога.

## Актьорски състав
| Роля            | Изпълнител                  |
| --------------- | --------------------------- |
| Павел           | Орлин Павлов                |
| Боян            | Ники Илиев                  |
| Криси           | Саня Борисова               |
| Мартин          | Димо Алексиев               |
| Дончо           | Любомир Ковачев             |
| Юлиян           | Георги Кадурин              |
| Моника          | Яна Маринова                |
| Васил           | Юлиян Ковалевски            |
| Кристиано Негри | Микеле Плачидо              |
| Маура           | Анна Мария Петрова-Гюзелева |
| Тончев          | Стефан А. Щерев             |
| Георги Соколов  | Тихомир Винчев              |

## Награди
- Manhattan Film Festival(Ню Йорк)2014 – Best International Feature – Най-добър международен филм.
- omania International Film Festival 2014/Румъния/ – Награда за Най-добра актьорска игра – Саня Борисова- Илиева, Награда за Най-добър режисьор – Ники Илиев
- Златна роза 2014/Варна/ – Наградата на публиката
- Смешен филм фест 2014/Габрово/ – Наградата на публиката
- Награди „Джемисън“/България/ – Най-добър български филм на 2014та според зрителите
- LA Comedy Fest/Лос Анджелис/ 2014 – Best International Feature – Най-добър международен филм
- Monaco International Film Festival/Монте Карло/ 2014 – Best Editor, Best Cinematographer, Best Ansamble Cast, Best Supporting Actor – Michele Placcido. Най – добър монтаж, Най – добър Оператор, Най – добър актьорски Ансабъл, Най – добър поддържащ актьор – Микеле Плачидо